# عبد العزيز الكرعاني
عبد العزيز الكرعاني (توفي 31 مايو 2025)، فقيه وإمام ومقرئ مغربي بارز، اشتهر بصوته الخاشع وأسلوبه المتقن في تلاوة القرآن الكريم. وُلد ونشأ في الدار البيضاء بحي درب الفقراء، وأتم حفظ القرآن الكريم في شبابه.

## المسار المهني والديني
بدأ عبد العزيز الكرعاني مسيرته إمامًا في مساجد متعددة بالدار البيضاء. أمَّ المصلين في مسجد التوبة ومسجد التيسير، ثم في مسجد القاضي عياض بحي سيدي معروف، الذي عرف حضورًا كثيفًا خاصة في صلوات التراويح.
كما عمل الكرعاني في قطاع التعليم، حيث اشتغل إطارًا تربويًا في مدرسة خاصة منذ سنة 1999.

## الإسهامات والإنجازات
عُرف الكرعاني بجودة تلاوته، وخرّج عددًا كبيرًا من حفاظ القرآن الكريم وطلبة العلم الشرعي. وكان له حضور بارز في الجمعيات القرآنية والأنشطة الدينية بالمغرب.
في شبابه، كان قريبًا من عالم الفن والغناء، حيث غنّى في قاعات الأفراح، لكنه تاب وترك ذلك في أواخر التسعينيات، متفرغًا لخدمة كتاب الله.

## الوفاة والجنازة
توفي عبد العزيز الكرعاني يوم 31 مايو 2025، بعد معاناة طويلة مع مرض السرطان، داخل مصحة خاصة بمنطقة بوسكورة قرب الدار البيضاء.
أُقيمت صلاة الجنازة عليه في مسجد القاضي عياض، بحضور عدد كبير من المصلين والعلماء، ودفن في مقبرة سيدي مسعود. نعاه العديد من العلماء والمحبين على وسائل التواصل الاجتماعي.

## وصلات خارجية
- خبر وفاته – كشـ24
- حوار سابق معه – التجديد عبر مغرس